# Poecilasthena dimorpha
Poecilasthena dimorpha är en fjärilsart som beskrevs av Holloway 1979. Poecilasthena dimorpha ingår i släktet Poecilasthena och familjen mätare. Inga underarter finns listade i Catalogue of Life.